# Harboe Bjørnebryg
Harboe Bjørnebryg (på emballagen stavet Bjørne Bryg) er en lagerøl brygget af Harboes Bryggeri. Den tilhører Skatteklasse 3 grundet sin høje alkoholprocent, der i Danmark ligger på 7,7% (7,2% i Sverige). Oprindeligt var alkoholprocenten på ca. 8.3%. Øllen har en duft af humle, og smager af malt/karamel. Det er også en eksportøl.